# Gyropus ovalis
Gyropus ovalis är en insektsart som beskrevs av Hermann Burmeister 1838. Gyropus ovalis ingår i släktet Gyropus och familjen sydlöss. Inga underarter finns listade i Catalogue of Life.